# Natica poliana
Natica poliana är en snäckart. Natica poliana ingår i släktet Natica och familjen borrsnäckor. Inga underarter finns listade i Catalogue of Life.